# Wilder Alberto Vásquez Saldaña
Wilder Alberto Vásquez Saldaña OSA (ur. 21 grudnia 1974 w La Encañada) – peruwiański duchowny rzymskokatolicki, biskup-prałat Chuquibambilla od 2025.

## Życiorys
Święcenia kapłańskie otrzymał 29 kwietnia 2006 w zakonie augustianów.
8 kwietnia 2025 papież Franciszek mianował go ordynariuszem prałatury terytorialnej Chuquibambilla. Sakry udzielił mu 17 maja 2025 biskup Edinson Edgardo Farfán Córdova OSA. Urząd prałata Chuquibambilla objął 24 maja tego samego roku.